# Nymphaea vanildae
Nymphaea vanildae ist eine Seerosenart, die in Pernambuco, Brasilien, endemisch ist.

## Beschreibung

### Vegetative Merkmale
Nymphaea vanildae ist eine aquatische, krautige Pflanze mit zylindrischen Knollen, die wahrscheinlich keine Ausläufer ausbilden. Die Wurzeln sind kontraktil.

### Generative Merkmale
Der stark brüchige, bräunliche, kahle Blütenstiel hat fünf primäre zentrale und zehn sekundäre periphere Luftkanäle. Das Androeceum besteht aus 98–100 Staubblättern. Die äußeren lanzettlichen, 4,2–4,4 cm langen und 1–1,1 cm breiten Staubblätter haben weiße Staubfäden. Die inneren Staubblätter sind 2,1–2,4 cm × 1,9–2,2 mm groß und haben rötlich-violette Staubfäden. Die äußeren Staubblätter haben weiße bis gelbgrüne, 0,2–0,4 mm lange endständige Fortsätze des Staubfadens. Bei den inneren Staubblättern fehlen diese Fortsätze. Die gelblich-weißen Staubbeutel sind bei den äußeren Staubblättern 3,5–5 mm und bei den inneren 5–7 mm lang. Staminoide fehlen. Das Gynoeceum besteht aus 21–25 Fruchtblättern mit flachen, linealischen, 7,5–9,0 mm langen und 2,0–2,8 mm breiten Anhängseln mit abgerundetem Apex. Der Apex und die Basis sind cremefarben, während die übrigen Teile eine rötlich-violette Färbung aufweisen.

## Reproduktion
Es wurden keine Stolonen beobachtet, aber Nymphaea vanildae vermehrt sich vegetativ durch proliferierende Pseudanthien.
Es sind bisher keine Früchte beobachtet worden.

## Taxonomie
Die Erstbeschreibung erfolgte durch Carla Teixeira de Lima und Ana Maria Giulietti im Jahr 2013. Das Typusexemplar wurde von C.T. Lima und L. Lima in Lagoa Grande, Pernambuco, Brasilien, 50 km von der Gemeinde Petrolina entfernt, am 23. April 2011 gesammelt. Sie wird in die Untergattung Nymphaea subg. Hydrocallis gestellt.
Das spezifische Epitheton vanildae ehrt Maria Vanilda Morais Oliveira von der Staatlichen Universität von Feira de Santana.

## Gefährdungsstatus
Die Art gilt als stark gefährdet (CR). Der fragmentierte Lebensraum ist nur etwa 100 km² groß.

## Lebensraum
Die Art kommt in den aquatischen Lebensräumen der brasilianischen Caatinga vor. Sie kommt in temporären Lagunen vor.